# Maura Tierney
Maura Lynn Tierney (ur. 3 lutego 1965 w Bostonie) – amerykańska aktorka.
Uczęszczała do New York University i kółka teatralnego w Square Theatre School. Ukończyła Notre Dame Academy w Hingham i żeńskie liceum katolickie. Zadebiutowała w 1987 w komedii telewizyjnej Student Exchange. Popularność przyniosła jej rola pielęgniarki, a następnie lekarki Abigail 'Abby' Lockhart w serialu Ostry dyżur. Otrzymała za nią nominację do Screen Actors Guild Awards i nagrody Emmy.
Jej mężem jest aktor Billy Morrissette, którego poznała w drzwiach obrotowych hotelu Hollywood Holiday Inn.
W 2009 roku u aktorki wykryto raka piersi. Choroba przerwała aktorce możliwość grania w serialu Parenthood.
W 2016 roku zdobyła Złoty Glob w kategorii najlepsza aktorka drugoplanowa w serialu The Affair.

## Filmografia
- 2014 – The Affair jako Helen Solloway
- 2012 – Ruth & Erica jako Erica
- 2012 – 2013 – Żona idealna jako Maddie Hayward
- 2010 – 2011 – Cała prawda jako Kathryn Peale
- 2008 – Kłopoty z Amandą jako Lorraine Mendon
- 2008 – Mama do wynajęcia jako Caroline
- 2008 – Semi-Pro: Drużyna marzeń. (Semi-Pro) jako Lynn
- 2006 – Diggers jako Gina
- 2004 – Witamy w Mooseport (Welcome to Mooseport) jako Sally Mannis
- 2003 – Love & Support jako ona sama
- 2003 – Melvin Goes to Dinner jako siostra Melvina
- 2002 – The Nazi jako Helen
- 2002 – Bezsenność (Insomnia) jako Rachel
- 2001 – Złoty interes (Scotland, PA.) jako Pat McBeth
- 2000 – Mexico City jako Pam [głos w telefonie]
- 1999 – Instynkt (Instinct) jako Lynn Powell
- 1999 – Podróż przedślubna (Forces of Nature) jako Bridget
- 1999 – Liar Liar: Bridging the Comedy Chasm (ona sama)
- 1999 – Zabójczy warunek (Oxygen) jako Madeline Foster
- 1998 – Barwy kampanii (Primary Colors) jako Daisy
- 1997 – Kłamca, kłamca (Liar Liar) jako Audrey Reede
- 1996 – Lęk pierwotny (Primal Fear) jako Naomi Chance
- 1995 – 1999 – NewsRadio jako Lisa Miller
- 1995 – Porwanie (Mercy) jako Simonet
- 1994 – 2007 – Ostry dyżur (ER) jako dr Abby Lockhart
- 1994 – Out of Darkness jako Meg
- 1993 – Fly by Night jako Denise
- 1993 – Bez skrupułów jako Sharon Derns
- 1992 – Białe piaski (White Sands) jako Noreen
- 1991 – Numer nie z tej ziemi (The Linguini Incident) jako Cecelia
- 1991 – Piękne i martwe (Dead Women in Lingerie) jako Molly Field
- 1990 – Prawo i porządek (Law & Order) jako Patricia 'Patti' Blaine(gościnnie)
- 1990 – Flying Blind jako Donna
- 1989 – 1990 – Booker jako Donna Cofax (gościnnie)
- 1988 – Wejść w drogę magii (Crossing the Mob) jako Michelle
- 1987 – Student Exchange jako Kathy Mopey
- 1982–1989 – Family Ties jako Darlene (gościnnie)